# Synanthedon haitangvora
Synanthedon haitangvora is een vlinder uit de familie wespvlinders (Sesiidae), onderfamilie Sesiinae.
Synanthedon haitangvora is voor het eerst wetenschappelijk beschreven door Yang in 1977. De soort komt voor in het Palearctisch gebied.